# Мягкокожие жуки
Мягкокожие жуки (лат. Malacodermata) — устаревшее понятие в энтомологии. Так называли семейство жуков из группы пятисуставчатых (Pentamera), с мягкими кожистыми покровами, 10—12-и членистыми усиками, короткими верхними челюстями, пятичленистыми лапками (лишь на 1-й паре ног у самцов иногда 4-х членистые), 6—7 свободными члениками брюшка.
Мягкокожие жуки живут на земле и низких растениях. Они и их личинки хищны, лишь немногие питаются и растительной пищей (например, личинки рода Byturus tomentosus питаются ягодами малины и ежевики).
К мягкокожим жукам относили около 2200 видов, обитающих во всех частях света и разделённых на несколько подсемейств. Сюда также включали семейство Lampyridae, к которому принадлежит обыкновенный светляк, или иванов червячок.